# Соломаха Даніїл Дмитрович
Даніїл Дмитрович Соломаха (нар. 12 червня 1996) — український футболіст, нападник харківського клубу «Універ-Динамо». Виступав за юнацьку збірну України U-17.

## Життєпис
Випускник ФК «Мрія» (Куп'янськ). У ДЮФЛУ Даніїл виступав за харківський УФК, а пізніше — київське «Динамо». У юнацькій команді киян у сезоні 2013/14 років зіграв 2 матчі.
Влітку 2014 року повернувся до Харкова, де став гравцем «Металіста». У сезоні 2013/14 років за молодіжну та юнацьку команду харків'ян зіграв 29 матчів, відзначився 8 голами. У першій команді дебютував 8 квітня 2015 року в кубковому матчі проти донецького «Шахтаря», замінивши на 77-й хвилині ще одного дебютанта — Сергія Сизого. У Прем'єр-лізі Соломаха вперше зіграв 17 травня того ж року проти «Олімпіка», замінивши в кінцівці матчу Івана Бобка. У наступному турі проти «Чорноморця» головний тренер «жовто-синіх» Ігор Рахаев відвів Соломасі вже більше півгодини ігрового часу. У вересні 2016 року зізнався, що взяв участь у договірному матчі юнацьких команд «Металіста» та «Волині», який відбувся 6 серпня 2015 року. Після цього за харківський клуб вже не грав. Натомість захищав кольори аматорських клубів «Соллі Плюс» та «Вовчанськ».